# 薩姆納鎮區 (堪薩斯州菲利普斯縣)
薩姆納鎮區（英語：Sumner Township）為美國堪薩斯州菲利普斯縣轄下的鎮區。2010年美国人口普查中該鎮區人口有48人。

## 地理
薩姆納鎮區涵蓋總面積為92.02平方（35.53平方英里）。

## 人口統計
根據2010年美國人口普查，薩姆納鎮區人口有48人，住房23戶，人口密度為0.52人/每平方公里。此鎮區居民之種族中，白人佔77.08%，非裔美國人佔0%，美洲原住民佔10.42%，亞裔美國人佔4.17%，太平洋島裔美國人佔0%，其他種族佔0%，混血種族則佔8.33%。而西班牙裔或拉丁裔美國人佔此鎮區人口的10.42%。